# Стальгене
Ста́льгене (латыш. Staļģene) — населённый пункт в Елгавском крае Латвии, административный центр Яунсвирлаукской волости. Находится у региональной автодороги P94 (Елгава — Стальгене — Цоде), на левом берегу реки Лиелупе. Расстояние до города Елгавы составляет около 24 км.
По данным на 2015 год, в населённом пункте проживало 513 человек. Есть волостная администрация, средняя школа, дом культуры, библиотека, почтовое отделение, аптека, краеведческий музей.

## История
Село находится на территории бывшего поместья Стальгене. В этом поместье во время Отечественной войны 1812 года располагалась штаб-квартира французского маршала Жака Макдональда.
В советское время населённый пункт был центром Яунсвирлаукского сельсовета Елгавского района. В селе располагалась центральная усадьба колхоза «Стальгене».